# 조너선 크레이븐
조너선 크레이븐(Jonathan Craven, 1965년 3월 20일 ~ )은 미국의 각본가, 배우이다.
뉴캐슬에서 태어났다.

## 영화
- 참 (2013년)
- 왼편 마지막 집 (2009년)
- 힐즈 아이즈 2 (2007년)
- DNA 전사 (1995년)